# Цыгира
Цыгира (рум. Ţîghira) — село в Унгенском районе Молдавии. Наряду с сёлами Старые Негурены, Кошены и Старые Зазулены входит в состав коммуны Старые Негурены.

## География
Село расположено на высоте 115 метров над уровнем моря.

## Население
По данным переписи населения 2004 года, в селе Цыгира проживает 773 человека (404 мужчины, 369 женщин).
Этнический состав села:
| Национальность | Число жителей | Процентный состав |
| -------------- | ------------- | ----------------- |
| молдаване      | 764           | 98,84             |
| русские        | 8             | 1,03              |
| украинцы       | 1             | 0,13              |
| Всего          | 773           | 100 %             |